# 카야포족

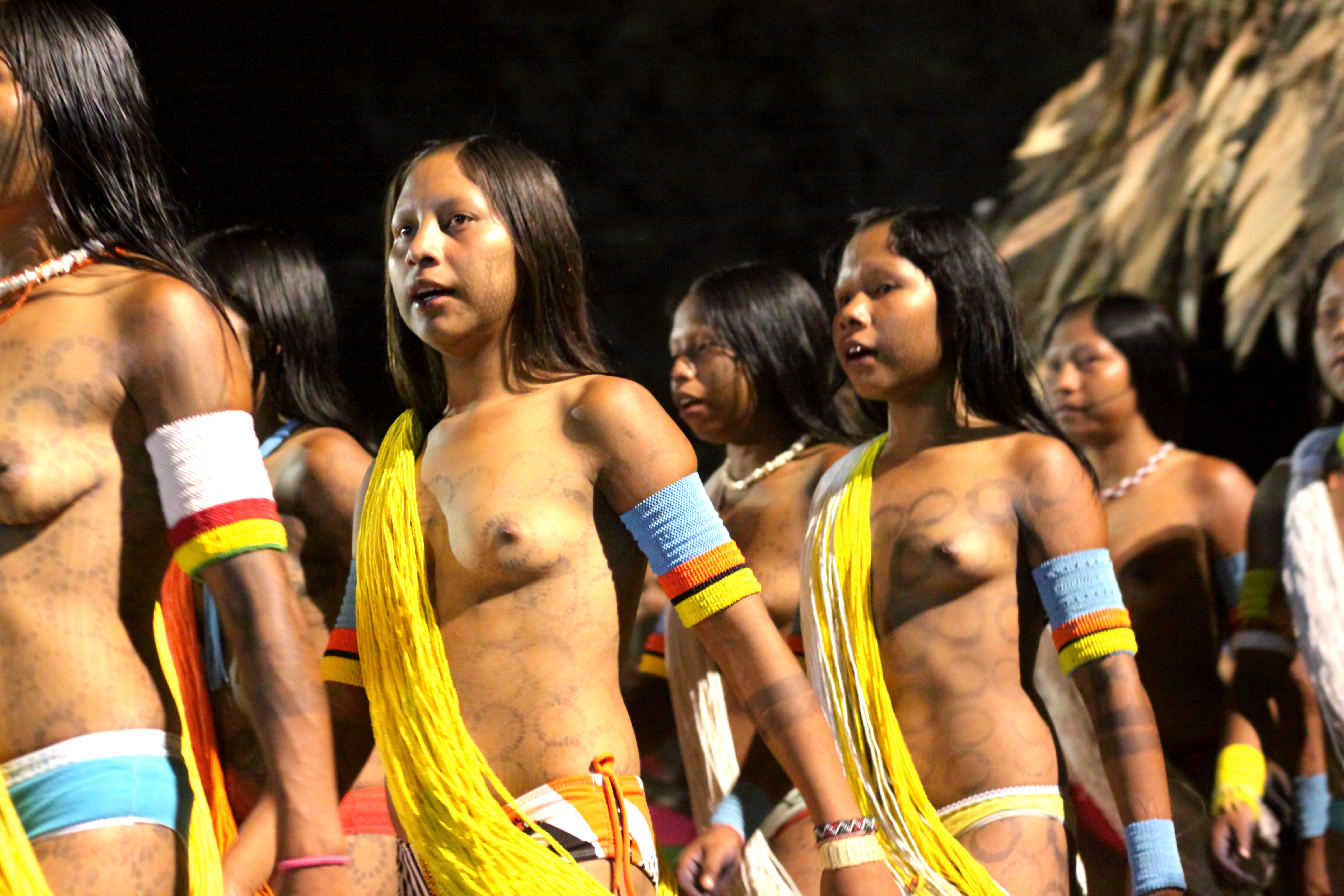
파라주의 카야포족

카야포족(Kayapo, Caiapó)은 브라질 원주민의 한 민족으로, 파라주와 마투그로수주의 넓은 지역에 걸쳐 산다. 이들은 아마존강의 남쪽과 싱구강 및 그 지류를 따라 거주하는데, 따라서 싱구족(Xingu)이라는 별칭으로도 알려져 있다. 이들은 스스로 Mebêngôkre("물의 근원에서 온 사람들")이라고 부르는 민족의 하위 집단이며, Kayapo라는 이름은 주변 민족들이 이들을 가리키던 이름이다.

## 같이 보기
- 테라 프레타
- 싱구족
- 카야포어